# Бальруа
Бальруа́ (фр. Balleroy) — коммуна во Франции, находится в регионе Нижняя Нормандия. Департамент коммуны — Кальвадос. Входит в состав кантона Бальруа. Округ коммуны — Байё.
Код INSEE коммуны — 14035.

## Население
Население коммуны на 2010 год составляло 901 человек.
| 1962 | 1968 | 1975 | 1982 | 1990 | 1999 | 2010 |
| ---- | ---- | ---- | ---- | ---- | ---- | ---- |
| 829  | 757  | 712  | 720  | 613  | 786  | 901  |

## Экономика
В 2010 году среди 524 человек трудоспособного возраста (15—64 лет) 403 были экономически активными, 121 — неактивными (показатель активности — 76,9 %, в 1999 году было 70,9 %). Из 403 активных жителей работали 360 человек (202 мужчины и 158 женщин), безработных были 43 (17 мужчин и 26 женщин). Среди 121 неактивных 31 человек были учениками или студентами, 47 — пенсионерами, 43 были неактивными по другим причинам.